# Зниклий Капоне
«Зниклий Капоне» (англ. The Lost Capone) — американський телевізійний фільм 1990 року.

## Сюжет
У той час як Аль Капоне починає свій шлях від ватажка вуличних бандитів в Чикаго до американського короля злочинності, його брат Джиммі вибирає праведний шлях. З благословенням батька він залишає Іллінойс і перебирається в маленьке містечко Гармоні в штаті Небраска. Там він бере нове псевдонім Річард Гарт, одружується на вчительці Кетлін, заводить дітей і стає непідкупним маршалом міста. Коли його боротьба проти незаконної торгівлі алкоголем починає зачіпати інтереси Аль Капоне могутній брат намагається підкупити Джиммі. Проте ні гроші, ні погрози не можуть змусити Джиммі звернути зі шляху закону.

## У ролях
| Актор                | Роль                        |
| -------------------- | --------------------------- |
| Едріан Пасдар        | Річард Гарт / Джиммі Капоне |
| Ерік Робертс         | Аль Капоне                  |
| Еллі Шіді            | Кетлін Гарт                 |
| Тітус Веллівер       | Ральф Капоне                |
| Ентоні Крівеллі      | Френк Капоне                |
| Марія Пітіло         | Енні                        |
| Джиммі Ф. Скеггз     | Джозеф Літтлклод            |
| Домінік Чйанесе      | Габріель Капоне             |
| Ендрю Палмаччі       | маленький Джиммі            |
| Вільям Ендрюс        | містер Літтлклод            |
| Бартон Гейман        | Вайті                       |
| Норман Макс Максвелл | Джої Костелло               |
| Ед Грейді            | Сем Елрой                   |
| Білл Лурс            | Карл Кейсі                  |